# Межень (посёлок)
Межень — посёлок в муниципальном округе Красноуральск Свердловской области России. Ранее входил в состав Меженского сельсовета города Красноуральска.

## География
Посёлок Межень расположен в 8 километрах (в 10 километрах по автодороге) к северу-северо-востоку от города Красноуральска, на обоих берегах реки Айвы (левого притока реки Салды). В посёлке имеется пруд.

## Название
Слово межень означает самый низкий уровень воды в реке; середина лета.

## Население
| 2002 | 2010 |
| ---- | ---- |
| 7    | ↘4   |